# Edward Routh

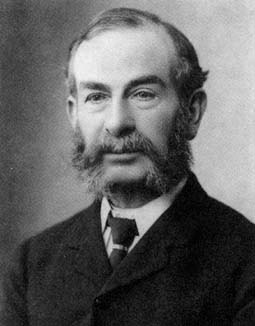
Edward J. Routh.

Edward John Routh (* 20. Januar 1831 in Quebec, Kanada; † 7. Juni 1907 in Cambridge, England) war ein britischer Mathematiker und Naturphilosoph.

## Leben und Wirken
Routh war der Sohn eines britischen Offiziers. Er kam 1842 mit seinem Vater von Kanada nach England und besuchte ab 1847 mit einem Stipendium das University College in London, wo er unter anderem bei Augustus de Morgan studierte. Nach dem Bachelor-Abschluss 1849 ging er ans Peterhouse College und machte 1853 seinen Master-Abschluss und gewann außerdem eine Goldmedaille für seine Leistungen in Mathematik und theoretischer Physik. Im Jahr 1854 machte er einen weiteren Bachelor-Abschluss an der Universität Cambridge, wo er außerdem Erster (Senior Wrangler) in den Tripos-Prüfungen wurde (James Clerk Maxwell wurde Zweiter, beide hatte William Hopkins als Tutor trainiert). Mit Maxwell erhielt er außerdem den Smith-Preis. Er wurde 1855 Fellow des Peterhouse, wo er außerdem Tutor wurde. Ab 1856 war er in Cambridge ein vielbeschäftigter privater Tutor, der Studenten auf die Tripos-Prüfungen vorbereitete. Von 1862 bis 1884 kam der Senior Wrangler jedes Jahr aus seiner Klasse und in den 30 Jahren, in denen er unterrichtete, waren von seinen 700 Schülern 480 Wrangler bei insgesamt etwa 900 Wranglern überhaupt. Routh setzte sich 1888 zur Ruhe.
Er heiratete 1864 die älteste Tochter des Astronomer Royal George Biddell Airy, mit der er fünf Söhne und eine Tochter hatte.
Er beschäftigte sich vor allem mit mathematischer Physik und steuerte zusammen mit Maxwell und Adolf Hurwitz grundlegende Erkenntnissen in der Stabilitätstheorie bei, die in der Regelungstechnik als Routh-Hurwitz-Kriterium seine Anwendung finden.
In der Dreiecksgeometrie ist der Satz von Routh nach ihm benannt, den er 1891 in seinem Buch Treatise on Analytical Statics with Numerous Examples beschrieb. Allerdings war das nicht die erste Publikation dieses Resultats, da es bereits 1879 in Solutions of the Cambridge Senate-house Problems and Riders for the Year 1878 von James Whitbread Lee Glaisher erwähnt worden war. Routh führte in die Theorie des rauen Stoßes (Physik) eine grafische Darstellung der funktionellen Abhängigkeit des Normalstoßes vom Reibungsstoß während des Stoßzeitintervalles ein (Routhdiagramm) – ein Diagramm, das später von Gerd Brunk und Karl-Eugen Kurrer erweitert wurde.
Er wurde 1872 Mitglied der Royal Society sowie 1866 der Royal Astronomical Society und gehörte 1856 zu den Gründungsmitgliedern der London Mathematical Society. Routh war mehrfacher Ehrendoktor. 1883 wurde er Ehrenfellow des Peterhouse College. Im Jahr 1877 erhielt er den Adams-Preis für einen Aufsatz über Stabilitätstheorie.

## Werke (Auszug)
- Analytical View of Sir Isaac Newton's Principia, London 1855, Archive
- An elementary treatise on the dynamics of a system of rigid bodies, 1860, 3. Auflage Macmillan 1877, Archive
- A Treatise on the Stability of a Given State of Motion, Particularly Steady Motion ... Macmillan 1877,  Archive
- A treatise on analytic statics, 2 Bände, Cambridge UP 1891, 1892, Archive, Band 1, Band 2
- A treatise on the dynamics of a particle, New York: Stechert 1898, Archive
- Die Dynamik der Systeme starrer Körper. Band 1: Die Elemente; Leipzig, B.G. Teubner, 1898. Archive
- Die Dynamik der Systeme starrer Körper. Band 2: Die Höhere Dynamik; Leipzig, B.G. Teubner, 1898. Archive

## Verweise
1. ↑  Wrangler hatten im letzten Teil (Part Two) der schriftlichen Tripos-Prüfungen Bestnoten. Der beste der Wrangler war First Wrangler, der zweite Second Wrangler usw.
2. ↑  Edward John Routh: A treatise on analytical statics : with numerous examples. Cambridge University Press, 1891, S. 89 (Online-Kopie)
3. ↑  James Whitbread Lee Glaisher: Solutions of the Cambridge Senate-house Problems and Riders for the Year 1878. MacMillan, 1879, S. 33 (Online Kopie)
4. ↑  Edward Routh: Die Dynamik der Systeme starrer Körper. Band 1: Die Elemente; Leipzig, B.G. Teubner, 1898, S. 172ff. Archive
5. ↑  Gerd Brunk: Energetische Diskussion der Theorie des Reibungsstoßes nach Routh. In: Zeitschrift für Angewandte Mathematik und Mechanik, 55. Jg. (1975), S. T50–T52.
6. ↑  Karl-Eugen Kurrer: Zur Darstellung der Energietransformation beim ebenen gekoppelten Reibungsstoß mit Hilfe des Energieentwertungsdiagramms. In: Cassius Alexandru, Günter Gödert, Uwe Görn, Roland Parchem, Joachim Villwock (Hrsg.): Beiträge zur Mechanik. Festschrift zum 65. Geburtstag von Prof. Dr. Rudolf Trostel. Universitätsbibliothek der TU Berlin, Abt. Publikation, Berlin 1993, ISBN 3-7983-1581-7, S. 148–169.

| Personendaten    | Personendaten           |
| ---------------- | ----------------------- |
| NAME             | Routh, Edward           |
| ALTERNATIVNAMEN  | Routh, Edward John      |
| KURZBESCHREIBUNG | englischer Mathematiker |
| GEBURTSDATUM     | 20. Januar 1831         |
| GEBURTSORT       | Quebec, Kanada          |
| STERBEDATUM      | 7. Juni 1907            |
| STERBEORT        | Cambridge, England      |